# Ocotea cinerea
Ocotea cinerea är en lagerväxtart som beskrevs av H. van der Werff. Ocotea cinerea ingår i släktet Ocotea och familjen lagerväxter. Inga underarter finns listade i Catalogue of Life.